# Benjamin Stockham
Benjamin Stockham (* 8. Juli 2000 in La Mesa, Kalifornien) ist ein US-amerikanischer Schauspieler.

## Leben
Benjamin Stockham wurde in La Mesa im US-Bundesstaat Kalifornien geboren und wuchs im nahegelegenen Santee auf. Heute lebt er in Los Angeles. Neben seiner Tätigkeit als Schauspieler betätigt er sich als Zeichner und wurde auch schon für die Illustration eines Kinderbuches angefragt.
Stockham erschien 2008 im Film Quarantäne das erste Mal auf der Leinwand. Er war ebenfalls in diversen Werbespots und Fernsehshows in den Vereinigten Staaten zu sehen. Seine erste größere Rolle spielte er 2010 als Robby Gunderson in der kurzlebigen Fox-Comedyserie Sons of Tucson. Anschließend war er auch in kleinere Rollen in den Filmen Decoding Annie Parker und Simon Says sowie in Gastrollen der Serien Rizzoli & Isles, CSI: NY und Criminal Minds zu sehen. Eine weitere Hauptrolle übernahm er von 2013 bis 2014 in der Sitcom 1600 Penn des Senders NBC. Er spielte dort Xander Gilchrist, dem jüngsten Mitglied, der im Weißen Haus lebenden Präsidentenfamilie.
Seit Februar 2014 ist Stockham in der NBC-Comedyserie About a Boy in der Rolle des Marcus zu sehen. 2014 erschien Stockham in einem Werbespot einer öffentlichen Institution gegen Mobbing unter Kinder und Jugendlichen.

## Filmografie
- 2008: Quarantäne
- 2009: Criminal Minds (Fernsehserie, Episode 5x02)
- 2010: Sons of Tucson (Fernsehserie, 13 Episoden)
- 2010: CSI: NY (Fernsehserie, Episode 7x07)
- 2011: Simon Says
- 2011: Rizzoli & Isles (Fernsehserie, Episode 2x08)
- 2013: Suche Mitbewohner, biete Familie (Second Chances, Fernsehfilm)
- 2013: Once Upon a Time – Es war einmal … (Once Upon a Time, Fernsehserie, Episode 2x17)
- 2013: 1600 Penn (Fernsehserie, 13 Episoden)
- 2013: Decoding Annie Parker
- 2013: A Country Christmas
- 2014: Mockingbird
- seit 2014: About a Boy (Fernsehserie)
- 2016: Der Schatz von Walton Island (Lost & Found)

## Auszeichnungen und Nominierungen
Young Artist Award
- 2010: Nominierung in der Kategorie Bester Gastdarsteller in einer Fernsehserie – 13 Jahre oder jünger für Sons of Tucson
- 2011: Auszeichnung in der Kategorie Bester Hauptdarsteller in einer Fernsehserie (Comedy oder Drama) für Criminal Minds